# L'Appel de la race
 (septembre 2011).
- Si vous ne connaissez pas le sujet, laissez ce bandeau (vous pouvez alors contacter les auteurs).
- Si vous supprimez le contenu mis en cause (vous pouvez préalablement contacter les auteurs),

argumentez précisément cette suppression dans la page de discussion
(un manque de référence n'est pas un argument ; une recherche réelle de référence doit avoir été effectuée, être formellement documentée).
L’Appel de la race est un roman écrit par l'abbé Lionel Groulx.
Le roman a fait l’objet de polémiques sur la contribution littéraire de l'auteur. Il a été publié sous le pseudonyme d’Alonié de Lestres en 1922.

## Contexte
Lorsqu’en 1922, L’Appel de la race d’Alonié de Lestres paraît, personne ne s’attend à ce qu’il soulève une telle polémique.
Cependant, depuis 1867, de profondes divisions subsistent sur le plan national. Rapidement avec l’affaire Louis Riel, la crise des écoles franco-catholiques dans les provinces anglaises et l’épisode de la conscription, les Canadiens français s’aperçoivent que leur place dans la Confédération n’est pas tout à fait celle qu’elle est censée être.
Avec Henri Bourassa qui se dresse contre l’impérialisme, c’est le nationalisme canadien-français qui voit le jour. Selon Bruno Lafleur, le mouvement nationaliste de 1900 à 1956 se divise en trois parties. D’abord, la première phase, incarnée par les crises des écoles francophones au Canada anglais, se structure dans la défense des droits canadiens-français au sein de la Confédération. Ensuite, la seconde phase, symbolisée par la conscription obligatoire, s’articule autour de la lutte contre l’impérialisme canadien. Finalement, la troisième phase, structurée par la protection des ressources naturelles contre le capitalisme américain, débute lorsque le Canada devient un des membres fondateurs du Commonwealth of Nations en 1926.
Succède à Bourassa, Lionel Groulx, qui devient l’un des personnages clés du mouvement nationaliste au Québec. Peu objectif, l’historien, prêtre et écrivain ne ménage pas les moyens de communication pour faire circuler ses idées : écriture, conférences, publications et enseignement.
Né à Vaudreuil en 1878, son éducation très religieuse le pousse à poursuivre des études d’abord en prêtrise, puis en enseignement.
Jusqu’en 1915, il enseigne au collège de Valleyfield où il fonde l’association catholique de la jeunesse canadienne-française laquelle vise à « développer chez les jeunes étudiants, ou professionnels laïcs, des sentiments catholiques et nationaux. »
En 1915, il entreprend sa carrière universitaire avec la fondation de la première chaire de recherche en histoire à l’Université Laval de Montréal. En 1920, il se voit attribuer la direction de la revue L’Action française. En 1946, il fonde l’institut d’histoire de l’Amérique et quatre ans plus tard, en 1950, sur une période de deux ans il publie l’ensemble de ses recherches sur l’histoire canadienne. Son roman, L’Appel de la race, est un détour immanquable lorsqu’il est question de littérature québécoise. Publié en 1922, il procure à Lionel Groulx « ses détracteurs les plus coriaces et ses partisans les plus enthousiastes. »
Il est difficile d'être concis sur un sujet aussi important; débutons d’abord par un résumé, ensuite, en quatre étapes, l’analyse est importante pour bien saisir le message que ce roman lance. À priori, une étude des principaux thèmes est de mise suivie immédiatement de l’explication du concept de « coin de fer » qui joue un rôle important dans la structure psychologique du personnage principal. Secundo, dans une analyse plus externe, la définition du mot « race » est nécessaire pour non seulement comprendre les thèmes principaux, mais également le message de Lionel Groulx. Puis, finalement, nous verrons comme dernière étape le courant nationalisme à l’intérieur duquel il se situe.

## Résumé
La narration débute lorsque Jules Lantagnac marié à une anglophone catholique, Maud Fletcher, et père de quatre enfants soit William, Virginia, Nellie et Wolfred, décide de retourner dans son hameau d’enfance, Saint-Michel de Vaudreuil.
Après ses études en droit, ce fils de paysans s’installe à Ottawa où il fréquente la bourgeoisie d’affaire anglophone. Son ami et confident, le Père Fabien, figure littéraire de Lionel Groulx, l’encourage à retrouver ses racines ancestrales. Pour le Père Fabien, l’état végétatif dans lequel l’identité française de Jules se trouve est, en partie, dû aux trente années de bonne entente faisant suite au pacte fédératif de 1867. Avec le voyage de Jules, sa vraie personnalité se libère.
Par la suite, la trame narrative se divise en deux : sociale et domestique. Selon Olivar Asselin dans une conférence de 1923, c’est cette division qui « fait le nœud du roman ».
Du point de vue domestique, Jules tente de franciser sa famille. Rapidement, Maud, avec la pression de la famille Fletcher, s’oppose au projet de son époux ; conséquemment les tensions dans le milieu familial s’accentuent.
Du point de vue social, Jules, élu député du comté de Russell (Ontario) dans la région d’Ottawa, devient l’un des personnages importants dans la résistance franco-ontarienne au règlement XVII. Celui-ci, voté en 1912 par des conservateurs du premier ministre James Whitney, visait à interdire l’enseignement du français dans les écoles de l’Ontario. Jules doit en ce sens prononcer un discours en chambre le 11 mai suivant. Il s’agit ici de la motion Lapointe du député de Kamouraska Ernest Lapointe dans laquelle il suggère à la législature de l’Ontario d’user de sagesse et de respecter les droits des francophones.
Nonobstant la semonce de Maud Fletcher qui menace de le quitter s’il prononce ce discours, Jules Lamatagnac, qui s’est par ailleurs référé au Père Fabien qui lui a exposé sa théorie du départ volontaire, se lève, poussé par une force inconnue, et prend la parole en chambre. Inévitablement, Jules reste seul avec deux de ses enfants; Virginia le quitte pour le couvent tandis que Wolfred, avec lequel il accomplit pleinement son œuvre, abandonne son mariage prévu avec une anglophone et change son nom pour André.

## Symbolique du coin de fer
Il est incontestable que le « coin de fer» occupe un rôle primordial au sein du roman, non seulement deux chapitres en portent le nom; « le coin s’introduit »; « le coin tombe », mais la construction psychologique du personnage principal est articulée autour de cette image.
Matériellement, le coin de fer est un morceau d’acier taillé en angle aigu qui sert à fendre une bûche qu’une hache ne peut couper. Logiquement, lorsque le « coin tombe » le bois ne peut qu’avoir littéralement explosé sous l’impact. Littérairement, il s’agit de la théorie du Père Fabien : « la personnalité psychologique est de nature disparate, lorsqu’une circonstance quelconque introduit le “coin de fer” au point de suture de la personnalité humaine les couches superficielles explosent et la personnalité se libère. » Pour Jules Lantagnac, ce « coin de fer » est le retour dans son village natal au début du récit, il fait « éclater » les couches superficielles.

## Thématique
À travers la double narration Lionel Groulx développe deux thématiques. Dans la trame sociale, il décrit un épisode des luttes scolaires franco-ontariennes. Cette question, pour Bruno Lafleur, met en cause les fondements mêmes de la nouvelle fédération canadienne : « à savoir si les signataires français du pacte fédératif peuvent considérer tout le Canada comme leur pays, avec droits égaux partout. »
Avec ce drame, utilisé pour dénoncer la position des minorités dans le Canada, l’auteur tente de démontrer que les rapports de force sont inégaux. Dans la trame domestique, l’auteur raconte l’histoire d’une famille construite sur un mélange « interracial ». Avec la thématique du mariage mixte, Lionel Groulx dénonce ainsi les mélanges de races. « De ton malheur accuse-toi toi-même d’abord. La faute première tu l’as commise il y a vingt-trois ans. Par ce mariage tu te liais à une étrangère, tu te créais un foyer avec des matériaux disparates ».

## Mariage mixte
Pourquoi cherche-t-il à dénoncer les mariages mixtes? Avec l’utilisation judicieuse d’une anglophone catholique, l’écrivain veut éviter une confusion théologique sur le mariage entre catholique et protestant. Mais tenait plutôt à accentuer l’union entre un francophone et une anglophone.
Selon Julien Goyette : « la vision de peuples dotés de traits de caractéristiques originaux fixés par l’histoire, la géographie, la culture, la foi et l’économique est une partie essentielle de la psychologie groulxienne. » Il s’agit ici d’un courant de pensée très répandu à l’époque où la grandeur d’une société repose sur son homogénéité.
Le mélange de deux nations — définition actuelle de « race » — par le mariage était donc non désiré puisque cela, à long terme, mènerait à une assimilation des Canadiens français. La défense de la race canadienne-française étant une priorité pour Lionel Groulx, le mariage mixte constituait donc une réelle menace.

## Contexte de publication
La publication de l’appel de la race se situe dans la période de lutte contre l’impérialisme britannique. En publiant son roman avec un thème qui n’est plus à l’ordre du jour dans l’actualité nationale, Lionel Groulx risquait de passer totalement inaperçu, mais la critique s’en empara pour le mettre à l’avant-plan.
Donc que souhaitait Lionel Groulx en publiant un ouvrage qui a comme toile d’un fond un problème qui ne soulève plus les passions d’autrefois? Un cri d’alerte qu’il lance à ses compatriotes, pour les sortir de leur léthargie collective, ainsi réveiller le peuple. Avec un thème où la lutte est déjà perdue, la question des écoles de l’Ontario, et un autre qui risquait fortement de causer un dérapage, les mariages mixtes, Lionel Groulx a visé juste marquant non seulement son époque, mais l’histoire québécoise au complet.